# Кленовое (Черниговская область)
Кленовое (укр. Кленове) — село в Носовском районе Черниговской области Украины. Население 47 человек. Занимает площадь 0,24 км².
Код КОАТУУ: 7423880504. Почтовый индекс: 17141. Телефонный код: +380 4642.

## Власть
Орган местного самоуправления — Анновский сельский совет. Почтовый адрес: 17151, Черниговская обл., Носовский р-н, с. Анновка, ул. Украинская, 5.